# Mister Minit

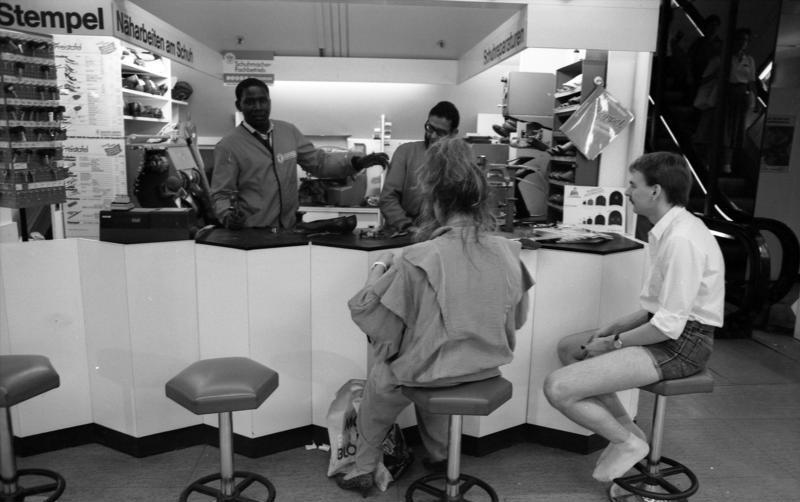
Galerie Kaufhof à Bonn en 1988

Mister Minit est une entreprise du secteur de la cordonnerie et des services rapides. Créé en 1957, le concept de multiservice est présent dans la plupart des centres commerciaux et grands magasins, en France et en Europe.

## Histoire
La marque et le concept Mister Minit furent inventés en 1957 par Donald Hillsdon Ryan, ancien étudiant d’Harvard et travaillant à l’époque chez Procter & Gamble. Alors que Hillsdon se promenait avec sa femme sur les pavés de Bruxelles, cette dernière cassa son talon. À cette époque plusieurs jours étaient nécessaires pour réparer des chaussures chez un cordonnier. C’est ainsi que l’idée d’offrir un service de réparation de chaussures rapide est née.
Ryan décida d’ouvrir sa première cordonnerie « Talon minute » au Bon Marché, un grand Magasin de la rue Neuve à Bruxelles. Le concept connut rapidement un grand succès et fut ensuite développé dans plus de trente pays, pour atteindre un parc de 5 000 boutiques dans le monde.
Grâce à ce succès, Donald Hillsdon Ryan fut décoré Commandeur de l’Ordre de Leopold II par le Roi des Belges. Il décède le 9 mai 2005, à Londres.
En 1997, Mister Minit est vendu à UBS puis repris par CVC capital partners en 2005.
La branche Minit Asie/Pacifique est vendue en 2006 à Unison Capital.

## Services proposés
Les services historiques de Mister Minit sont la cordonnerie et la duplication de clés. Dans les années 1970, l'entreprise ajoute la gravure et la fabrication de tampons à la palette de services proposés.
À partir de 1980, l’impression de documents commerciaux et de faire-part est proposée à la clientèle. Les boutiques sont également équipées de machines pour fabriquer les plaques d’immatriculation et réaliser l’aiguisage de couteaux ou ciseaux. Dans les années 2000, Mister Minit propose le changement de piles et de bracelets de montres et à partir de 2010, la réparation de Smartphones.

## Établissements
La centrale de distribution et de fabrication Mister Minit est située à Erembodegem en Belgique. Cette unité est chargée de la fabrication des machines et intègre également les ateliers spécialisés en gravure, imprimerie, tampon, réparation de montres et de Smartphones,.
Le siège de Minit France est situé au 60, rue de Wattignies à Paris. En 1997 Minit France a participé à une action humanitaire « La chasse aux chaussures », en partenariat avec le Secours Populaire. Mister Minit installait des bacs de récupération de chaussures afin de financer le départ en vacances de plus de 1 000 enfants.

## Montre Service
Le groupe Minit est également présent sous l’enseigne Montre Service en France et en Belgique. Montre Service créé en 1966 est spécialisée dans la réparation et la vente de montres et de bijoux. L’entreprise est leader en France de la réparation horlogère d'entrée de gamme.
Montre Service compte 42 boutiques en France.